# Serie A 1949 (pallavolo maschile)

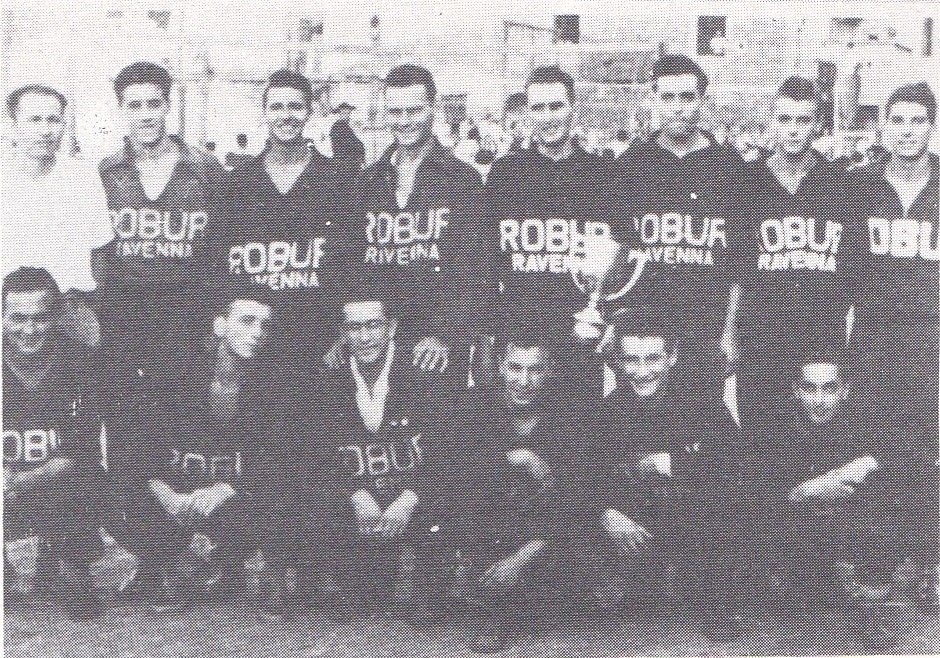
La Robur Ravenna, squadra vincitrice del campionato.

La Serie A maschile FIPAV 1949 fu la 4ª edizione del principale torneo pallavolistico italiano organizzato dalla FIPAV.
Al torneo presero parte dodici squadre, divise in due gironi eliminatori che qualificarono quattro squadre a un girone finale, le cui gare si svolsero a Ravenna il 3 e il 4 settembre 1949. Lo scudetto andò alla Robur Ravenna. La Richard Ginori Livorno (girone A) si ritirò prima dell'inizio del campionato; la San Giusto Trieste rinunciò a campionato in corso.

## Fase eliminatoria

### Girone A

#### Classifica
| Pos. | Squadra                | Pt | G | V | P | SV | SP |
| ---- | ---------------------- | -- | - | - | - | -- | -- |
| 1.   | Ferrovieri Parma       | 12 | 8 | 6 | 2 | 19 | 11 |
| 2.   | Minelli Modena         | 12 | 8 | 6 | 2 | 19 | 14 |
| 3.   | Lega Navale Vercelli   | 8  | 8 | 4 | 4 | 16 | 14 |
| 4.   | Borsalino Alessandria  | 6  | 8 | 3 | 5 | 14 | 17 |
| 5.   | Ansaldo Genova         | 2  | 8 | 1 | 7 | 8  | 22 |
| 6.   | Richard Ginori Livorno | –  | 0 | – | – | –  | –  |

| Ammesse al Girone Finale | Retrocessa in Serie B |

#### Risultati

##### Tabellone
|             | Alessandria | Genova | Livorno | Modena | Parma | Vercelli |
| ----------- | ----------- | ------ | ------- | ------ | ----- | -------- |
| Alessandria | XXX         | 3-0    | –       | 2-3    | 3-0   | 3-2      |
| Genova      | 3-1         | XXX    | –       | 1-3    | 0-3   | 1-3      |
| Livorno     | –           | –      | XXX     | –      | –     | –        |
| Modena      | 3-2         | 3-2    | –       | XXX    | 3-1   | 1-3      |
| Parma       | 3-2         | 3-1    | –       | 3-0    | XXX   | 3-0      |
| Vercelli    | 3-0         | 3-0    | –       | 0-3    | 2-3   | XXX      |

### Girone B

#### Classifica
| Pos. | Squadra             | Pt | G | V | P | SV | SP |
| ---- | ------------------- | -- | - | - | - | -- | -- |
| 1.   | Robur Ravenna       | 12 | 8 | 6 | 2 | 19 | 11 |
| 2.   | Libertas Trieste    | 12 | 8 | 6 | 2 | 19 | 14 |
| 3.   | Garibaldina Ravenna | 8  | 8 | 4 | 4 | 16 | 14 |
| 4.   | Lale Brescia        | 6  | 8 | 3 | 5 | 16 | 17 |
| 5.   | CSI Brescia         | 2  | 8 | 1 | 7 | 8  | 22 |
| 6.   | San Giusto Trieste  | –  | 0 | – | – | –  | –  |

| Ammesse al Girone Finale | Retrocessa in Serie B |

#### Risultati

##### Tabellone
|                     | Brescia CSI | Brescia Lale | Ravenna Garibaldina | Ravenna Robur | Trieste Libertas | Trieste San Giusto |
| ------------------- | ----------- | ------------ | ------------------- | ------------- | ---------------- | ------------------ |
| Brescia CSI         | XXX         | 3-2          | 0-3                 | 1-3           | 1-3              | –                  |
| Brescia Lale        | 2-3         | XXX          | 3-2                 | 1-3           | 3-1              | –                  |
| Ravenna Garibaldina | 3-0         | 3-0          | XXX                 | 1-3           | 1-3              | –                  |
| Ravenna Robur       | 3-1         | 3-1          | 3-0                 | XXX           | 3-1              | –                  |
| Trieste Libertas    | 3-1         | 3-0          | 3-2                 | 2-3           | XXX              | –                  |
| Trieste San Giusto  | –           | –            | –                   | –             | –                | XXX                |

## Fase finale

### Classifica
| Pos. | Squadra          | Pt | G | V | P | SV | SP |
| ---- | ---------------- | -- | - | - | - | -- | -- |
| 1.   | Robur Ravenna    | 6  | 3 | 3 | 0 | 9  | 3  |
| 2.   | Ferrovieri Parma | 4  | 3 | 2 | 1 | 7  | 5  |
| 3.   | Minelli Modena   | 2  | 3 | 1 | 2 | 4  | 7  |
| 4.   | Libertas Trieste | 0  | 3 | 0 | 3 | 4  | 9  |

| Campione d'Italia |

### Risultati
|  | Modena-Trieste  | 3-1 | 15-11, 15-11, 5-15, 15-0       |
|  | Ravenna-Parma   | 3-1 | 15-11, 15-10, 14-16, 15-11     |
|  | Parma-Trieste   | 3-1 | 13-15, 15-5, 15-8, 15-8        |
|  | Ravenna-Modena  | 3-0 | 15-7, 20-18, 15-11             |
|  | Parma-Modena    | 3-1 | 13-15, 15-13, 15-10, 15-9      |
|  | Ravenna-Trieste | 3-2 | 15-12, 8-15, 14-16, 15-3, 15-5 |